# 4499 Davidallen
4499 Davidallen (1989 AO3) là một tiểu hành tinh vành đai chính được phát hiện ngày 4 tháng 1 năm 1989 bởi Robert H. McNaught ở Siding Spring.